# (512461) 2016 QO46
(512461) 2016 QO46 es un asteroide perteneciente al cinturón de asteroides, región del sistema solar que se encuentra entre las órbitas de Marte y Júpiter.
Fue descubierto el 30 de marzo de 2015 por el equipo del telescopio Pan-STARRS desde el observatorio de Haleakala.

## Designación y nombre
Designado provisionalmente como 2016 QO46.

## Características orbitales
2016 QO46 está situado a una distancia media del Sol de 2,460 ua, pudiendo alejarse hasta 2,930 ua y acercarse hasta 1,991 ua. Su excentricidad es 0,191 y la inclinación orbital 2,796 grados. Emplea 1409,72 días en completar una órbita alrededor del Sol.

## Características físicas
La magnitud absoluta de 2016 QO46 es 17,71.